# Emu (1813)
L'Emu (parfois « His Majesty's armed brig Emu ») est un navire marchand construit à Dartmouth en 1813. Le gouvernement britannique l'engage à se rendre en Nouvelle-Galles du Sud pour y servir la colonie. Il passe environ un an à transporter des passagers et des fournitures vers la Nouvelle-Galles du Sud; le gouvernement colonial le renvoie en Angleterre en 1816. En chemin, il s'arrête à la colonie du Cap où il ait naufrage en 1817.

## Carrière
Le gouverneur Lachlan Macquarie avait demandé le 30 avril 1810 que le gouvernement britannique fournisse à la colonie deux brigs à l'usage de la colonie qui ne seraient pas soumis au contrôle de l'Amirauté. Le gouvernement britannique fournit l'Emu et le Kangaroo . L'Emu jamais n'arrive car un corsaire américain le capture alors que l'Emu est en route pour Port Jackson. Le gouvernement britannique fournit donc un deuxième Emu.
L'Emu est lancé à Dartmouth en 1813. Il est inscrit au Register of Shipping (RS) dans le volume de 1815 en tant que brick construit à Dartmouth en 1813. Son master est A. Tracey, son opérateur est le Transport Board et son trajet est Londres-Botany Bay.
Le 8 juillet 1814, l'Emu se trouve à Deal, attendant de partir pour la Nouvelle-Galles du Sud. La marine nomme le lieutenant George Brooks Forster pour commander l'Emu et il quitte l'Angleterre le 1er septembre 1814. Il navigue via Madère et Rio de Janeiro, où il reste environ trois semaines. Il navigue pour Port Jackson le 28 novembre 1814 et arrive à Hobart Town le 12 février 1815. Il arrive à Port Jackson le 12 mars.
Le 19 juillet, l'Emu navigue sur la rivière Derwent (Tasmanie). Il revient à Port Jackson le 30 août avec du blé. Il navigue de nouveau pour Hobart Town le 19 septembre. Il revient  le 14 octobre avec des troupes. Il navigue ensuite  le 1er novembre pour Port Dalrymple. Il revient à Port Jackson le 24 février 1816.
Le gouverneur Macquarie après évaluation à Sydney détermine que l'Emu n'est plus en état de naviguer et doit être retiré du service naval et colonial. Il quitte Port Jackson le 25 mars , et Hobart Town le 15 avril.
En route pour l'Angleterre, l'Emu rencontre un ouragan au large des côtes de l'Afrique australe près du cap Agulhas. Il subit des dommages à un topmast et s' installe à Simon's Bay où il heurte un rocher. Il est renfloué le jour suivant et abattu en carène pour réparations. Il arrive au cap de Bonne-Espérance avant le 11 août. Au cap l'Emu est jugé en état de navigabilité et les autorités le retiennent pour l'utiliser à des courses locales.

## Sort
Le 11 février 1817, Emu fait naufrage sur un rocher submergé à Knysna, à l'est de Simon's Bay. Un rapport déclare que le "HM brig Emu ", un transport appartenant au chantier naval de Cape Town, est le premier navire européen à entrer dans les Heads de Knysna. Il  frappe un rocher, désormais connu sous le nom d'Emu Rock, et sa coque est trouée. Son équipage échoue l'Emu pour l'empêcher de couler. Fin avril, le HMS Podargus arrive pour apporter son aide. Après avoir inspecté la région, le Podargus à son tour entre dans Knysna et récupère la cargaison de l'Emu.
La Lloyd's List rapporte le 29 juillet 1817 que le "Emu, Colonial Brig" a fait naufrage sur la côte sud-ouest de l'Afrique, mais que son équipage a été sauvé.